# Hermanus Johannes Abbring
Hermanus Johannes Abbring (Groningen, 28 december 1787 - Amsterdam, 14 april 1874) was een Nederlands militair. Hij diende als genie-officier in het napoleontische leger. Van 1815 tot 1825 verbleef hij als kapitein-ingenieur en inspecteur publieke werken op Curaçao. Nostalgisch is het romantische geschrift Weemoedstoonen uit de geschiedenis van mijn leven of mijne reis naar Curaçao en vlugtige beschouwingen van dat eiland gedurende mijn tienjarig verblijf op hetzelve[dode link] (1834) dat hij na zijn repatriëring schreef.